# Cuevas de Maijishan

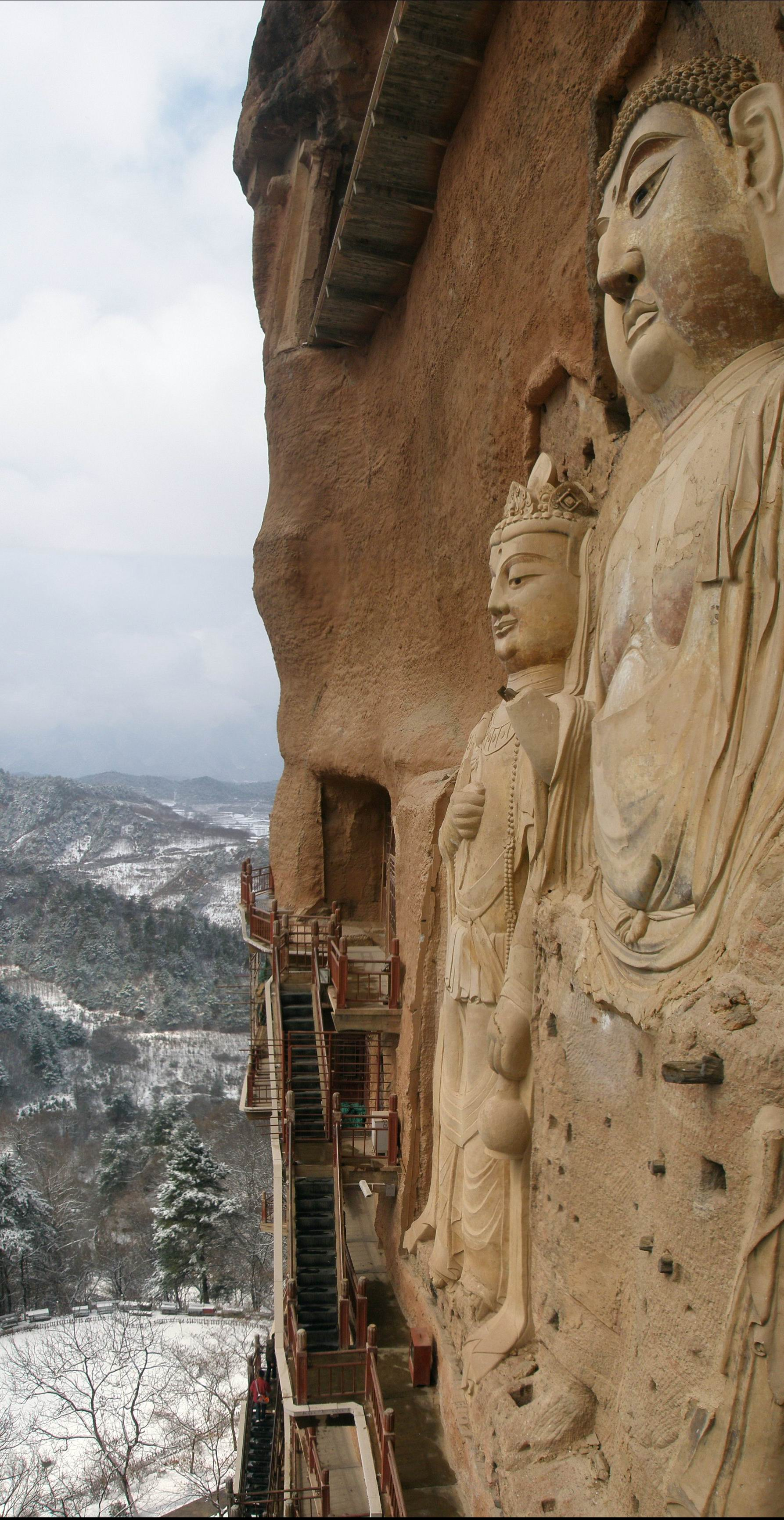
Esculturas gigantescas de Buda y Bodhisattva sobre la roca de Maijishan.

Las cuevas de Maijishan (chino: 麥積山石窟, chino simplificado: 麦积山石窟, pinyin: Màijīshān Shíkū) son un grupo de 194 cuevas de carácter budista excavadas sobre la ladera del monte homónimo en Tianshui en la provincia del Gansu. Este complejo de arquitectura rupestre, comprende más de 7200 esculturas budistas y 1000 m² de frescos. Casi todas las estatuas están modeladas en arcilla sobre un alma de madera o sobre una armazón de piedra sin desbastar. Se hallan dispersas en diez niveles sobre una escarpada pared rocosa. El inicio de la construcción se remonta a la dinastía Qin tardía (384-41 ) del periodo de los Dieciséis Reinos.
Las cuevas de Maijishan están ubicadas en la ruta de la seda,y son posteriores a las más occidentales cuevas del templo Bingling, a su vez influidas por precedentes estructuras como los Budas de Bāmiyān, y se hallan al oeste de las grutas de Yungang y las grutas de Longmen. Se accedía a las cuevas mediante pasarelas de madera fijadas a la pared rocosa, siendo un camino peligroso. Cuando se desplomaban las pasarelas las cuevas quedaban aisladas. Ese fue el motivo de que permanecieran olvidadas hasta que se redescubrieron en 1953, por un equipo de arqueólogos chinos chinos guiados por Chan Shu-Song, director del Instituto de Investigaciones de Dunhuang. Las cuevas cubren un periodo comprendido entre los Wei septentrionales y la dinastía Song
La más antigua referencia a una comunidad budista en Maijishan se encuentra en el Gāosēng zhuàn (高僧傳, Biografías de monjes eminentes, T.D. 2059), compuesto en el año 519, donde se describe la llegada de un centenar de monjes, tras la del monje Tanhung entre el 420 y el 422, seguidos de la llegada de Xuangao que llevó a 300 miembros de la comunidad. Hacia el 440 sin embargo, las persecuciones antibudistas y el periodo de guerras continuas llevó al abandono del área.
La más antigua inscripción datada, presente en las cuevas, se encuentra en la gruta 115 y se remonta al 502. Pero la estructura sufrió continuas modificaciones y ampliaciones a lo largo de toda la historia dinástica china; en especial durante las dinastías Song y Ming.
La imagen budista más frecuentemente representada es la del Buda Amitābha, flanqueada por las de Avalokiteshvara y Mahasthamaprapta, clara señal de que la tradición del budismo amidista era frecuente aquí. Otras estatuas son representaciones del Buda histórico y del Buda futuro.
La cueva más grande es la número 4. Se la denomina Sanhua-lou y se abre en la pared este. Consta de siete nichos cuadrados de piedra, con 12 estatuas en cada uno de ellos. Hay a cada lado un Buda central acompañado de un bodhisattva y un discípulo, otros tres bodhisattvas ocupan la pared. la fachada que contiene los nichos está cubierta por un techo en forma de tímpano, luce un arquitrabe. Un relieve similar a un drapeado enmarca la entrada, la cual se abre sobre una superficie acotada por dos pilastras. En una inscripción figura que fue construida entre los años 566 y 568, pero las esculturas pertenecen probablemente al arte Tang del siglo VIII. Las esculturas más antiguas corresponden a los nichos 69, 86, 167, y 169 y a las cuevas 90, 92, 100, 114, 115 y 128 de la pared oeste. Las imágenes son de época Wei. Sus cabezas son pequeñas y proporcionadas. Los cuerpos son alargados, con vestidos drapeados y con aspecto relajado. La cueva 62 pertenece a una época comprendida entre los Chen septentrionales y los Sui; las cuevas 108 y 121 pertenecen a los Wei occidentales.
En el año 759 fueron objeto de una visita del poeta Du Fu.
La zona del Maijishan estuvo ocupada por el imperio tibetano, después de la rebelión de An Lushan durante la dinastía Tang, y se logró salvar de la gran destrucción de los templos sucedida en China durante la persecución antibudista del 845.
En 1952-1953, Maijishan constituyó  el tema de los relieves de una misión arqueológica china, y después de una campaña fotográfica promovida por Michael Sullivan, historiador del arte chino.
En el 1961 fue inscrita en la lista de los 全国重点文物保护单位 (pinyin: Quánguó zhòngdiǎn wénwù bǎohù dānwèi): Sitios culturales de importancia nacional bajo protección del Estado (Monumentos de la República Popular China 1-38).
En 2010 se rechazó la candidatura de las cuevas de Maijishan a Patrimonio de la Humanidad.